# 김민규 (1980년)
김민규(1980년 8월 10일 ~ )는 대한민국의 배우이다.

## 학력
- 서울예술대학교 방송연예과

## 출연 작품

### 영화
- 《커터》 (2016년) - 종호 역
- 《사도》 (2015년) - 김귀주 역
- 《무뢰한》 (2015년) - 젊은남자 역
- 《심야의 FM》 (2010년) - 양우한 역
- 《고고70》 (2008년) - 경구 / 데블스 베이스 역
- 《걸스카우트》 (2008년) - 트럭 운전수 역
- 《최강 로맨스》 (2007년) - F1 역
- 《타짜》 (2006년) - 스케이트보드 소년 역
- 《여교수의 은밀한 매력》 (2006년) - 어린 석호 역

### 드라마
- 《후아유》 (tvN, 2013년) - 이영길 역
- 《천사의 선택》 (SBS, 2012년)
- 《빛과 그림자》 (MBC, 2011년) - 반진우 역
- 《매리는 외박중》 (KBS2, 2010년) - 리노 역
- 《마왕》 (KBS2, 2007년) - 어린 대식 역
- 《프리즈》 (채널CGV, 2006년)
- 《MBC 베스트극장 - 잘 지내나요, 청춘》 (MBC, 2006년)

### 연극
- 《키사라기 미키짱》 (2011년) - 스네이크 역